# Daniel Yeboah
Pour les articles homonymes, voir Yeboah.
Daniel Yeboah est un footballeur ivoirien, né le 13 novembre 1984 à Abidjan.

## Biographie
Formé en Côte d'Ivoire à l'ASEC Mimosas, il décide de s'expatrier en 2000.
De 2000 à 2006, il joue en Corse au SC Bastia. Malheureusement pour lui la présence de Nicolas Penneteau, joueur formé en Corse et International espoir ne lui permet pas de s'imposer en équipe première. Ainsi, il joue 45 matchs en équipe réserve de 2002 à décembre 2004. 
En 2003, il est sélectionné pour jouer la Coupe du monde des - de 20 ans avec la Côte d'Ivoire - de 20 ans. Il joue trois matchs avec des joueurs comme Jean-Jacques Gosso ou Arouna Koné mais Les Éléphants sont éliminés en 8e de finale par les États-Unis (0-2).
Titulaire lors des éliminatoires pour la CAN 2004 avec Les Éléphants, il est porté responsable de l'élimination de la sélection lors du tour préliminaire, malgré de bonnes performances. Le dernier match face à l'Afrique du Sud à Polokwane reste comme un véritable cauchemar pour lui. Malgré un très bon match, il est mis en cause sur le premier but des Sud-Africains.
De retour à Bastia, il passe une nouvelle saison sur le banc des remplaçants. En septembre 2006, à la suite de la grave blessure de Thomas Levaux à Créteil, il s'engage jusqu'à la fin de saison avec le club francilien. Il ne va pas jouer un match et se retrouve sans club en fin de saison 2007.
À l'été 2008, il reçoit plusieurs sollicitations de son pays natal (de l'Africa Sports, l'ES Bingerville et l'ASEC Mimosas). Il s'engage finalement avec l'ASEC Mimosas, club avec lequel il espère jouer et retrouver l'équipe nationale.
En janvier 2012, il s'engage pour deux ans et demi Dijon.
Il a été appelé par Sven-Göran Eriksson dans la liste des 23 Ivoiriens pour la Coupe du monde 2010 en tant que troisième gardien en Équipe de Côte d'Ivoire de football à la Coupe du monde 2010.
À ce jour, il compte dix sélections avec les Éléphants.

## Carrière
- 2000-2005 : SB Bastia B  France
- 2005-2006 : SC Bastia  France
- 2006-2007: US Créteil-Lusitanos (prêt)  France
- 2008-jan. 2012: ASEC Mimosas  Côte d'Ivoire
- depuis jan. 2012 : Dijon FCO  France[3]